# بحر سيرام

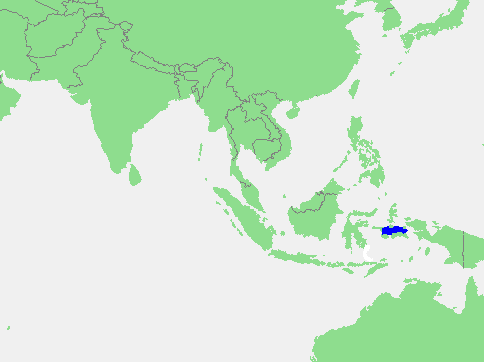
موقع سيرام في جنوب آسيا

بحر سيرام (بالإنجليزية: Ceram Sea)‏ وهو واحد من أصغر البحار التي تقع ما بين الجزر الإندونيسية وهو جزء من المحيط الهادئ وتبلغ مساحته 12,000 كلم مربع ويقع بين جزيرة بورو و جزيرة سيرام وتسمى هاتين الجزيرتين بجزر الملوك وقد كانت هذه المناطق تتوفر فيها بهارات منها جوز الطيب و القرنفل و فلفل أسود ولذلك سميت بجزر التوابل بعد أن إكتشفها الأوربيين وقد أصبحت طرق البحر مشغولة لتوفر هذه التوابل فيها ويتواجد في هذا البحر أيضاً سمكة الجوبي وأنواع أُخرى من السمك وقد تعرضت صخور لالصفائح التكتونية.